# Пратьякабуддаяна
Пратьякабуддаяна (санскр. प्रत्येकबुद्धयान, трансліт. pratyekabuddhayaan; кит.: 緣覺乘) — буддійський термін для позначення способу або засобу просвітлення пратікабудди (санскр. pratyekabuddha) або паччекабудди (палі paccekabuddha), термін, який буквально означає «самотній будда» або «будда на самоті». Пратьякабудда — це людина, яка самостійно досягає звільнення без допомоги вчителів чи наставників і не вчить інших робити те саме. Пратьякабудди можуть давати моральні вчення, але не приводять інших до просвітлення. Вони не залишають у спадок санґги (тобто спільноти) для продовження Дхамми (наприклад, релігійних обов'язків).

## У ранніх буддійських школах
Принаймні деякі з ранніх буддійських шкіл використовували концепцію трьох транспортних засобів, включаючи Пратьякабуддхаяну. Наприклад, відомо, що вайбхашіка сарвастівадіни використовували світогляд буддійської практики як такий, що складається з трьох транспортних засобів:
- Шравакаяна
- Пратьякабуддгаяна
- Бодхісаттваяна

Дхармаґуптака вважали шлях пратікабудди (pratyekabuddhayāna) і шлях бодхісаттви (bodhisattvayāna) окремими. Один з їхніх постулатів говорить: «Будда і ті з Двох Колісниць, хоча вони мають одне й те саме звільнення, пішли різними шляхетними шляхами».

## У вченні тхеравади
Вважається, що пратьякабудди досягають просвітлення самостійно, без допомоги вчителів чи наставників, згідно з деякими традиціями, бачачи й розуміючи залежне походження. Вважається, що вони з'являються лише в епохи, коли немає Будд, а буддійське вчення (санскр. Dharma) втрачене. «Ідея Паччекабудди ... цікава, оскільки вона передбачає, що навіть коли чотири істини не проповідуються, вони все одно існують і можуть бути відкриті будь-ким, хто докладе необхідних розумових і моральних зусиль». Багато з них можуть виникати одночасно.
Згідно зі школою тхеравади, паччекабудди («той, хто досяг найвищого і досконалого осяяння, але помирає, так і не проголосивши істину світові») не здатні навчати Дхаммі, що вимагає всезнання і найвищого співчуття саммасамбудди, який може навіть вагатися, чи варто намагатися навчати.

## У вченні Махаяни
У махаянській праці з абгідхарми четвертого століття «Абхідхарма-самуккая» Асанга описує послідовників Пратьекабуддгаяни як тих, хто живе на самоті, як носоріг, або як самотніх завойовників (санскр. pratyekajina), що живуть невеликими групами. Тут вони характеризуються як такі, що використовують той самий канон текстів, що й шраваки, але мають інший набір вчень, «Дхарму Пратікабудди» (Pratyekabuddha Dharma), і, як кажуть, налаштовані на власне особисте просвітлення.
Дуже рання сутра, «Сутра носорога», використовує точну метафору Асанґи. Сутра про носорога є одним із буддійських текстів Гандхарана, які є найдавнішими відомими буддійськими текстами.